# 504 aC

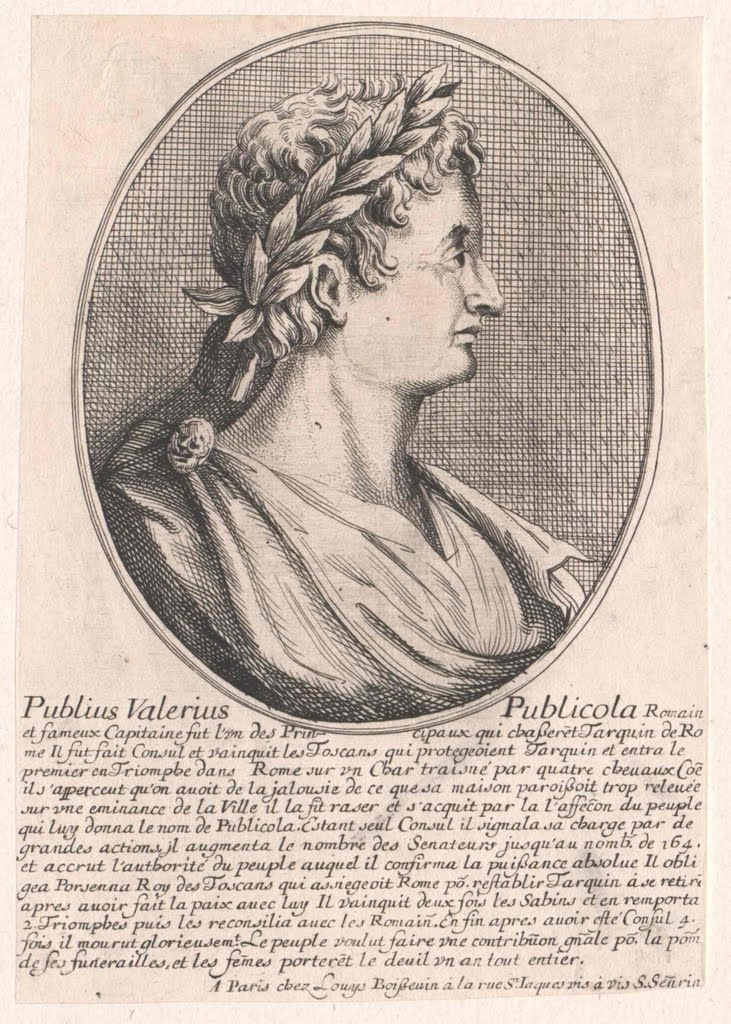
Dibuix de Publi Valeri Publícola

L'any 504 aC es un any del calendari gregorià. En l'Imperi Romà havia estat conegut com l'any del Consolat de Proplícola i Triciptini, o any 250 Ab urbe condita. La denominació de 504 aC per aquest any ha estat utilitzada des de principis de l'edat mitjana, quan es va establir l'era del calendari de l'Anno Domini per denominar els anys.

## Esdeveniments

### Mediterrani

#### Antiga Roma
- Finalitza la guerra entre Roma i els sabins que havia començat l'any anterior.[1]
- A Roma hi neixen nens deformats i els cònsols fan consultar els llibres sibil·lins per saber si era un mal presagi. Per a sol·lucionar-ho, es decideix fer ofrenes al deu Vulcà i tornar a instaurar els jocs romans.[2][3]

#### Antiga Grècia
- Isomahos guanya la cursa de l'estadi per segona vegada en els Jocs Olímpics de l'antiguitat.[4]